# Roderick Muscat
Roderick Muscat (* 9. Juli 1986) ist ein maltesischer Radrennfahrer.
Roderick Muscat wurde 2004 maltesischer Meister im Straßenrennen der Juniorenklasse. Im nächsten Jahr konnte er seinen Titel verteidigen. Außerdem gewann er 2005 bei den Spielen der kleinen Staaten von Europa die Bronzemedaille im Einzelzeitfahren hinter den beiden Luxemburgern Laurent Didier und Pascal Triebel. Muscat nahm auch an den Weltmeisterschaften in Hamilton 2003 und Verona 2004 an den Rennen der Junioren teil. In der Saison 2006 fuhr er für das belgische Continental Team Pôle Continental Wallon-Davitamon-Euro Millions und 2009 für Willems Veranda.

## Erfolge
2004
- Maltesischer Meister – Straßenrennen (Junioren)[1]

2005
- Maltesischer Meister – Straßenrennen[1]

## Teams
- 2006 Pôle Continental Wallon-Davitamon-Euro Millions (bis 02.07.)

- 2009 Verandas Willems (bis 31.08.)